# Comythovalgus villosus
Comythovalgus villosus är en skalbaggsart som beskrevs av Hermann Julius Kolbe 1884. Comythovalgus villosus ingår i släktet Comythovalgus och familjen Cetoniidae. Inga underarter finns listade i Catalogue of Life.